# ペナンブラ
ペナンブラ（Penumbra、半影帯）とは、血流量が低下している領域にあって細胞死を免れている部分を指し、速やかな血管再開通により梗塞への移行を阻止できると期待される部位である。拡散強調磁気共鳴画像法（DWI）を用いた組織状態の鑑別と造影剤投与型灌流画像法による灌流異常領域の同定を組み合わせた評価の有用性が認められている。
超急性期虚血性脳血管障害において、DWIが正常、PWIが異常な領域（DWI-PWI mismatch）は早期の血流再開によって救済可能な領域とみなされ超急性期血栓溶解療法のターゲットと考えられている。また、t-PA静注療法によって症状の改善が認められない場合や治療の適応外の症例に対して、カテーテルを用いた脳血管内治療が行われるが、専用の再灌流カテーテルに強力な吸引ポンプを用いて、血栓を吸引しながら回収する器材もペナンブラ（Penumbra system）と呼ばれる。
日食・月食時の、または太陽黒点の半影（部）に由来している。